# Осташково (Вяземский район)
Осташково — деревня в Вяземском районе Смоленской области России. Входит в состав Тумановского сельского поселения. Население — 32 жителя (2007). 
Расположена в восточной части области в 30 км к северо-востоку от Вязьмы, в 0,1 км южнее автодороги М1 «Беларусь». В 6 км северо-западнее деревни расположена железнодорожная станция Туманово на линии Москва — Минск. 

## История
В годы Великой Отечественной войны деревня была оккупирована гитлеровскими войсками в октябре 1941 года, освобождена в марте 1943 года. 